# Zora bila (album klape Intrade)
Zora bila naziv je šestog albuma zadarske klape Intrade. Album je u povodu 25. obljetnice uspješnoga djelovanja klape 2010. objavila diskografska kuća Scardona.

## Popis pjesama
| 1.    | »Zora bila«                   | Sanja Tafra                | Pero Kozomara   | Remi Kazinoti                 | 4:30 |
| 2.    | »Neka klapa još jednu zapiva« | Vili Tomašić               | Davor Petrović  | Ante Gašpardi                 | 4:34 |
| 3.    | »Lito kad je«                 | Ante Sikirić               | Davor Petrović  | Nebojša Lakić                 | 3:54 |
| 4.    | »Na me' se nasloni«           | Branko Slivar              | Zdenko Knežević | Toni Eterović                 | 3:36 |
| 5.    | »Bura dalmatinska«            | Davor Juraga               | Davor Juraga    | Ante Gašpardi                 | 3:17 |
| 6.    | »Mriža života«                | Vili Tomašić               | Davor Petrović  | Nenad Šiškov                  | 4:06 |
| 7.    | »O' miruj srce«               | Zdravko Aralica            | Davor Petrović  | Nebojša Lakić                 | 4:22 |
| 8.    | »Slike iz ditinjstva«         | Ante Sikirić               | Ante Sikirić    | Remi Kazinoti                 | 3:26 |
| 9.    | »Biser života«                | Vilma Neškovčin            | Joško Bogavčić  | Remi Kazinoti                 | 3:26 |
| 10.   | »Neka ne sazna«               | Roko Mijić                 | Roko Mijić      | Nebojša Lakić                 | 4:21 |
| 11.   | »Klapa Intrade«               | Vili Tomašić               | Ivica Badurina  | Remi Kazinoti                 | 3:07 |
| 12.   | »Snaga Slavonije«             | Davor Petrović, Mijo Babić | Davor Petrović  | Toni Eterović, Siniša Leopold | 4:17 |
| 47:02 |                               |                            |                 |                               |      |

## Vanjske poveznice
- Scardona: Klapa Intrade – Zora bila  Arhivirana inačica izvorne stranice od 25. ožujka 2016. (Wayback Machine)
- www.naklapskinacin.hr – Mojmir Čačija: »Zadarska klapa Intrade objavila novi CD pod nazivom "Zora bila" sa 12 novih pjesama«  Arhivirana inačica izvorne stranice od 4. ožujka 2016. (Wayback Machine)